# 黎明宝贝亚科
黎明宝贝亚科（學名：Sulcocypraeinae）是寶螺總科之下的一個亞科。過往本亞科曾經是始寶螺科之下的亞科，但在主要的分類（2005年和2017年）都屬於梭螺科。

## 生態
本亞科物種為底棲的雜食性及食草性動物。

## 分佈
見於歐洲的意大利、法國、英國，澳大利亞，美國的加州、德薩斯州、路易斯安那州、密西西比州及南卡羅萊納州等地。

## 分類
根據《中國動物志》，本亞科只有以下兩個屬：
- 拟宝贝属 Pseudocypraea Schilder, 1927
  - 拟宝贝 Pseudocypraea adamsonii (Sowerby, 1832)
- 龟梭螺属 Testudovolva Cate, 1973

但根據WoRMS，上述兩個屬已改屬其他亞科；現時黎明宝贝亚科只包括以下四個屬：
- Luponovula Sacco, 1894 †
- Sphaerocypraea Schilder, 1925
  - == Chimaeria Briano, 1993
  - == Marginocypraea Ingram, 1947 †
- 黎明宝贝属 Sulococypraea Conrad, 1865 †：本亞科的模式屬
- Willungia Powell, 1938 †

## 外部連結
- 維基物種上的相關：黎明宝贝亚科